# Columbo: Todesschüsse auf dem Anrufbeantworter
Todesschüsse auf dem Anrufbeantworter (englischer Originaltitel: Butterfly in Shades of Grey) ist eine erstmals auf ABC gesendete Episode der Kriminalfilm-Reihe Columbo aus dem Jahr 1994. Die deutschsprachige Erstausstrahlung der achten Folge der zehnten Staffel folgte noch im selben Jahr auf RTL. Der kanadische Schauspieler William Shatner verkörpert als Radiomoderator Fielding Chase den Gegenspieler von Inspektor Columbo, dargestellt von Peter Falk.

## Handlung

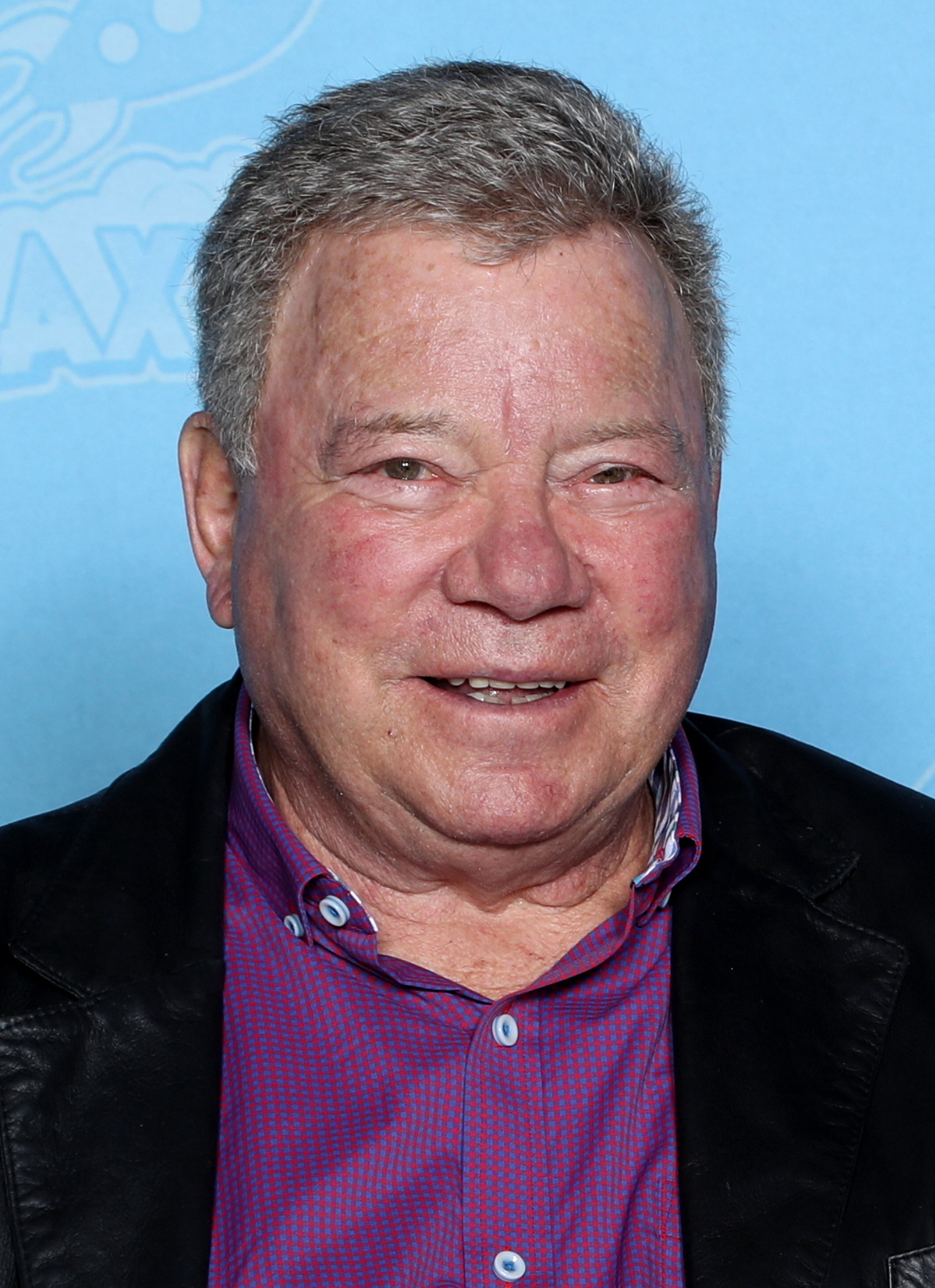
William Shatner spielte als Radiomoderator Fielding Chase den Mörder

Fielding Chase ist ein machtbesessener und redegewandter Radiomoderator, dessen abendliche Call-in-Show von vielen Zuhörern eingeschaltet wird. Seine Stellungnahmen zu gesellschaftspolitischen Themen, die telefonisch an ihn herangetragen werden, lösen jedoch häufig Kontroversen aus. Im Team arbeitet zudem seine Stieftochter Victoria, die unter anderem für die Vorauswahl der Anrufer zuständig ist. Ohne Chases Wissen hat die junge aufstrebende Schriftstellerin einen Roman verfasst, den sie dem befreundeten Reporter Gerry Winters zur Begutachtung überlassen hat. Winters, der ebenfalls für Chase arbeitet und von ihm verachtet wird, hat das Manuskript seinerseits an den Literaturagenten Lou Cates weitergeleitet. Dieser zeigt sich begeistert und verspricht, sich bei einem bedeutenden Verlagshaus in New York City für eine Publikation einzusetzen. Aufgeschreckt von der Perspektive, seine streng behütete Tochter könne ihn verlassen, überredet der einflussreiche Moderator den Verleger, das Werk abzulehnen. Winters erfährt von der Intrige und droht nach einem handgreiflichen Streit damit, Chase öffentlich bloßzustellen und Victoria auch künftig bei der Umsetzung ihrer Zukunftspläne zu unterstützen. Nachdem Victoria über die jüngsten Ereignisse in Kenntnis gesetzt worden und verärgert ist, bekräftigt sie gegenüber ihrem Vater die Absicht, in der Ostküstenmetropole ein neues Leben zu beginnen. Unter dem Vorwand, sich mit Winters versöhnen zu wollen, bittet Chase um einen Telefonanruf am nächsten Tag. In Wirklichkeit fährt er vor dem Termin zu Winters Haus und verschafft sich mit dem Schlüssel seiner Tochter unbemerkt Zugang über die Hintertür. Als Winters zur verabredeten Uhrzeit anruft, schaltet sich zunächst der Anrufbeantworter ein. Chase nimmt den Anruf im Nebenzimmer entgegen und erweckt den Eindruck, er wäre zu Hause. Während der Unterhaltung schleicht er sich in das Arbeitszimmer und erschießt hinterrücks den verhassten Widersacher. Danach ruft er mit gespielter Besorgnis nach Winters, wohl wissend, dass das Gespräch nach wie vor aufgezeichnet und später als Alibi dienen wird. Bevor Chase mit seinem Mobiltelefon vom fahrenden Auto aus die Polizei verständigt, beseitigt er die Fingerabdrücke und legt falsche Spuren.
Inspektor Columbo wird zur Leitung der Ermittlungen an den Tatort geschickt und erfährt überrascht von einem Ohrenzeugen für den Mord, der vor dem Haus wartet. Chase äußert im Zuge der Befragung die Vermutung, Winters könne wegen seiner journalistischen Recherchen getötet worden sein. Er schlägt dem Inspektor vor, ihm in seine Villa außerhalb der Stadt zu folgen, um dort einige Akten über die infrage kommenden Reportagen zusammenzustellen. Kurz darauf erscheint Victoria, die in den Nachrichten von Winters Tod erfahren hat. Verstört verfolgt sie mit Columbo den Tathergang auf dem Anrufbeantworter. Bei der anschließenden emotionalen Aussprache mit ihrem deprimierten Vater willigt sie ein, die Reisepläne vorerst aufzugeben. Anlässlich der Trauerfeier berichtet sie dem anwesenden Inspektor, dass Winters ehemaliger Liebhaber Ted Malloy ein Schlüssel zu Winters Haus und sie ihren eigenen vorübergehend vermisst habe. Außerdem musste sie am Mordtag auf Wunsch ihres Vaters ausnahmsweise im Studio arbeiten. Da Reste von Theaterschminke am Tatort gefunden wurden, sucht Columbo Malloy auf, der Darsteller in einer Seifenoper ist. Der Verdächtige hat aber zur fraglichen Zeit zusammen mit anderen Schauspielern nachweislich Autogramme verteilt. Der Inspektor kommt zu dem Schluss, eine Person aus dem persönlichen Umfeld des Opfers habe versucht, den bislang geheim gehaltenen homosexuellen Freund zu belasten. Columbo ist von Chases Verwicklung in den Fall überzeugt und setzt ihn unter Druck. Sowohl Victoria als auch Chase hatten demnach eine Gelegenheit, mit dem Schlüssel in Winters’ Haus zu gelangen, zumal keine Hinweise auf ein gewaltsames Eindringen hindeuten. Daraufhin beschwert sich Chase beim Bürgermeister über den Inspektor. Am Abend empfängt der Moderator den Senator Gordon Madison vor dessen Wiederwahl in seiner Sendung. In einem arrangierten Telefonanruf behauptet ein vorab instruierter Anrufer, Madison habe vor vielen Jahren eine minderjährige Schauspielerin geschwängert und das uneheliche Kind zur Adoption freigegeben. Unabhängig vom Wahrheitsgehalt der Aussage ist Victoria über die skrupellosen Methoden ihres Vaters empört. Gemeinsam mit Cates begibt sie sich nach New York City, um ihren Traum zu verwirklichen.
Columbo trifft erneut in Chases Haus ein und behauptet, ein Zeuge würde im Polizeipräsidium warten und bestätigen, dass Chase ihn als Auftragsmörder engagiert habe. Beide machen sich auf den Weg in die Stadt, um der Aussage nachzugehen. Doch die kurvenreiche Fahrt durch die Berglandschaft in Chases Wagen endet bereits nach kurzer Zeit, weil Radrennfahrer auf der Straße sich um eine offenbar gestürzte Person kümmern. Als der Inspektor und Chase aussteigen und Hilfe anbieten, sabotiert ein Radfahrer aus der Gruppe unbemerkt den abgestellten Wagen. Nachdem das Team weitergefahren ist, kann Chase seinen Wagen nicht mehr starten. Mehrmals versucht er vergeblich, mit seinem Mobiltelefon den Pannendienst anzurufen. Columbo erklärt, er selbst habe bei seinen eigenen Versuchen in der hügeligen Umgebung auch keine Verbindung herstellen können. Nach eigener Aussage habe Chase aber genau von diesem Ort aus den Notruf kontaktiert, sobald er sich einige Minuten nach dem Telefonat mit Winters vom Schreck über die gehörten Schüsse wieder erholt hatte. Demzufolge ist sein Alibi wertlos. Während der Inspektor den genauen Tathergang rekonstruiert, hantiert Chase im Kofferraum seines Wagens von der Klappe verdeckt mit einer Schrotflinte. Als er Columbo unmissverständlich bedroht, betätigt dieser die Hupe. Unvermittelt kommen die Radfahrer, die hinter der nächsten Kurve auf dieses Signal gewartet haben, von Polizisten begleitet zurück. Weder existiert der angebliche Zeuge im Präsidium, noch sind die Sportler zufällig anwesend. Chase wurde unter einem Vorwand aus seinem Haus gelockt und zu dem Verzweiflungsakt gedrängt. Er gibt auf und wird abgeführt.

## Hintergrund
Der poetisch anmutende englische Originaltitel lautet übersetzt „Schmetterling in Grautönen“ und bezieht sich auf die Rolle der Victoria Chase, die sich danach sehnt, aus ihrem „goldenen Käfig“ auszubrechen, um ein selbstbestimmtes Leben zu führen. Genau dieser Drang, unterstützt durch ihren Fürsprecher Gerry Winters, führt zum Mordmotiv des dominanten Stiefvaters.
Fielding Chase bewohnt in der Episode eine palastartige Villa. Als Außenkulisse diente ein weitläufiges Anwesen mit Standseilbahn in Malibu, das zum Zeitpunkt der Dreharbeiten dem Musikproduzenten David Foster und seiner Ehefrau Linda Thompson gehörte. Es wurde im Jahr 2005 für etwa 20 Millionen US-Dollar an den Gründer des US-Softwarekonzerns Oracle, Larry Ellison, verkauft. Im November 2018 zerstörte der als Woolsey Fire bezeichnete Waldbrand in Kalifornien zahlreiche Häuser von Prominenten, darunter auch dieses Gelände.

## Besetzung und Synchronisation
Die deutschsprachige Synchronfassung entstand bei der Neue Tonfilm München.
| Figur                  | Darsteller            | Deutscher Sprecher    |
| ---------------------- | --------------------- | --------------------- |
| Lieutenant Columbo     | Peter Falk            | Horst Sachtleben      |
| Gaststars              |                       |                       |
| Fielding Chase         | William Shatner       | Gert Günther Hoffmann |
| Victoria Chase         | Molly Hagan           | Elisabeth Günther     |
| Gerald „Gerry“ Winters | Jack Laufer           | Hans-Rainer Müller    |
| Louis „Lou“ Cates      | Richard Kline         | Leon Rainer           |
| Preston                | Yorgo Constantine     | Reinhard Brock        |
| Theodore „Ted“ Malloy  | Mark Lonow            | Christian Tramitz     |
| Deirdre „DeeDee“ Ross  | Beverly Leech         |                       |
| Howard                 | Brian Markinson       | Pierre Peters-Arnolds |
| Weitere Darsteller     |                       |                       |
| Senator Gordon Madison | Robin Clarke          | Michael Schwarzmaier  |
| Marian Burke           | Christopher Templeton |                       |
| Officer Davis          | John C. Anders        | Peter Musäus          |
| Martha                 | Denice Kumagai        |                       |
| Radfahrer              | D. V. Caitlyn         |                       |
| Techniker              | Glenn Taranto         |                       |
| Vorsitzender           | Douglas Stark         | Werner Abrolat        |
| Allison Montgomery     | Francesca Cappucci    | Helga Trümper         |
| Radfahrerin            | Carolyn Carradine     | Martina Duncker       |

## Rezeption
Die Fernsehzeitschrift TV Spielfilm vergab eine positive Wertung (Daumen hoch): „Kniffliger Fall mit flapsigen Sprüchen. […] Leider ist die Logik des Falles lückenhaft. Dafür bietet die späte Episode der Krimikultreihe garstige Dialoge und einen gepflegten Witz.“
Der Autor Michael Striss wertete mit drei von vier Sternen (sehr empfehlenswert). Er lobte sowohl das Drehbuch als auch die Besetzung des Widersachers: „Peter S. Fischer ist auch diesmal der Garant für eine gute Story, wenn sie auch nicht die Höhen seiner früheren genialen Würfe erreicht. Die Episode geht von einer raffinierten Grundidee aus und spielt mit einer Vielzahl der bekannten Kultmotive. William Shatner schießt als ein verbales Maschinengewehr eine zynische Salve nach der anderen ab und bietet eine weitaus bessere Leistung als in »Mord im Bistro«. Seine manierierte Spielweise passt zu dem affektierten Charakter des Moderators wie auch sein Oberlippenbart, der aus unerfindlichen Gründen einmal heller, einmal dunkler erscheint.“